# Pista disponible en despegue
La pista disponible en despegue (conocida comúnmente como TORA, del inglés Take Off Runway Available), en un aeropuerto es la distancia que la aeronave puede emplear para despegar manteniendo su tren de aterrizaje apoyado en el terreno. Es una de las distancias que todos los aeropuertos declaran al sistema de información aeronáutica y es uno de los mayores condicionantes en la operación de las aeronaves en los aeropuertos, pues una pista disponible en despegue insuficiente puede suponer una disminución del peso máximo al despegue de las aeronaves y por tanto implica una disminución de la carga útil o de combustible de la aeronave.
La pista disponible en despegue suele coincidir con la pista disponible en aterrizaje, excepto en el caso de que el umbral de la pista se encuentre desplazado por lo cual la pista disponible en aterrizaje tiene menor longitud que la de despegue.